# Заслуженный работник местного самоуправления Российской Федерации
«Заслу́женный рабо́тник ме́стного самоуправле́ния Росси́йской Федера́ции» — почётное звание, входящее в систему государственных наград Российской Федерации.

## Основания для присвоения
Звание «Заслуженный работник местного самоуправления Российской Федерации» присваивается высокопрофессиональным должностным лицам местного самоуправления, иным лицам, замещающим муниципальные должности и должности муниципальной службы, работникам органов самоуправления, работникам органов управления советов муниципальных образований субъектов Российской Федерации, иных объединений муниципальных образований, а также некоммерческих организаций, основными целями деятельности которых являются развитие местного самоуправления, обеспечение реализации конституционных прав граждан Российской Федерации на осуществлении местного самоуправления, консолидация муниципального сообщества, за личные заслуги: 
- Решение вопросов непосредственного обеспечения жизнедеятельности населения муниципальных образований;
- Реализация отдельных государственных полномочий, переданных для осуществления органам местного самоуправления федеральными законами и законами субъектов Российской Федерации;
- Развитие местного самоуправления в Российской Федерации;
- Достижение иных значимых результатов профессиональный деятельности.

Почётное звание «Заслуженный работник местного самоуправления Российской Федерации» присваивается, как правило, не ранее чем через 20 лет с начала осуществления профессиональной деятельности   в сфере местного самоуправления и при наличии у представленного к награде лица отраслевых наград (поощрений) федеральных органов государственной власти или органов государственной власти субъектов Российской Федерации.

## Порядок присвоения
Почётные звания Российской Федерации присваиваются указами Президента Российской Федерации на основании представлений, внесённых президенту по результатам рассмотрения ходатайства о награждении и предложения Комиссии при Президенте Российской Федерации по государственным наградам.

## История звания
Почётное звание «Заслуженный работник местного самоуправления Российской Федерации» установлено Указом Президента Российской Федерации от 16 января 2024 года № 41 «Об установлении почетного звания "Заслуженный работник местного самоуправления Российской Федерации"».